# Abapeba lacertosa
Abapeba lacertosa is een spinnensoort uit de familie van de loopspinnen (Corinnidae).
De wetenschappelijke naam van de soort werd in 1897 als Corinna lacertosa gepubliceerd door Eugène Simon.